# Christophe Trembleau
Christophe Trembleau, né le 10 avril 1980, est un joueur de pétanque français. 

## Biographie
Il est droitier et se positionne en tireur.

## Clubs
- ?-1997 : Châteauneuf-sur-Loire (Loiret)
- 1998- : Sully-sur-Loire (Loiret)

## Palmarès[1],[2]

### Jeunes

#### Championnats de France
Champion de France
- Triplette Cadets 1993 (avec Robin Delauge et Emmanuel Planchenault) : Châteauneuf-sur-Loire / Malesherbes

### Séniors

#### Championnats de France
Champion de France
- Doublette 2000 (avec Laurent Petit) : Sully-sur-Loire
- Tête à tête 2007 : Sully-sur-Loire
- Doublette mixte 2019 (avec Emilie Dubouchaud) : Sully-sur-Loire

Finaliste
- Tête à tête 2010 : Sully-sur-Loire
- Triplette 2016 (avec Sébastien Mirailles et Julien Bua) : Sully-sur-Loire

#### Championnats de France des Clubs (CNC1)
Champion de France
- 2011 : Sully-sur-Loire
- 2013 : Sully-sur-Loire
- 2017 : Sully-sur-Loire

#### Millau

##### Mondial à pétanque de Millau (2003-2015)
Finaliste
- Tête à tête 2004